# Hybrydyzacja kwasów nukleinowych
Hybrydyzacja kwasów nukleinowych – zjawisko spontanicznego łączenia się komplementarnych nici kwasów nukleinowych (DNA z DNA, RNA z RNA lub DNA z RNA). Komplementarne nici kwasów nukleinowych ulegają rozdzieleniu (tzw. denaturacji) pod wpływem wysokiej temperatury lub substancji chemicznych, takich jak formamid lub mocznik. Po usunięciu wpływu czynnika denaturującego, nici łączą się ponownie (renaturacja). Szybkość hybrydyzacji zależy między innymi od długości fragmentów kwasów nukleinowych, podobieństwa i różnorodności sekwencji w próbce poddanej hybrydyzacji. 
Zjawisko hybrydyzacji znalazło szereg użytecznych zastosowań w technikach biologii molekularnej. W szczególności hybrydyzacji z użyciem znakowanego izotopowo lub chemicznie fragmentu kwasu nukleinowego (tzw. sondy molekularnej) używa się do detekcji homologicznych fragmentów podczas:
- poszukiwania nowych genów poprzez proces (klonowania genów), w przeszukiwaniu bibliotek genomowych lub klonowaniu pozycyjnym
- do oszacowania poziomu ekspresji genów poprzez specyficzną detekcję cząsteczek mRNA w technice northern
- do globalnej analizy różnic w ekspresji genów pomiędzy dwiema próbkami z wykorzystaniem macierzy genowych
- do wizualizacji regionów ekspresji genu w organizmie w technice hybrydyzacji in situ
- do detekcji specyficznych fragmentów DNA w technice Southerna, np. w celu ustalenia liczby kopii danego genu w genomie, ustalenia wzoru polimorfizmu miejsc restrykcyjnych (RFLP). Techniki RFLP używa się m.in. celu ustalenia ojcostwa.

W przeszłości prędkość hybrydyzacji DNA wyizolowanego z genomów dwóch różnych organizmów była używana jako miara pokrewieństwa ewolucyjnego. W ten sposób na przykład ustalono po raz pierwszy, że szympans jest najbliższym ewolucyjnie krewniakiem człowieka.